# Przedmoście Koło

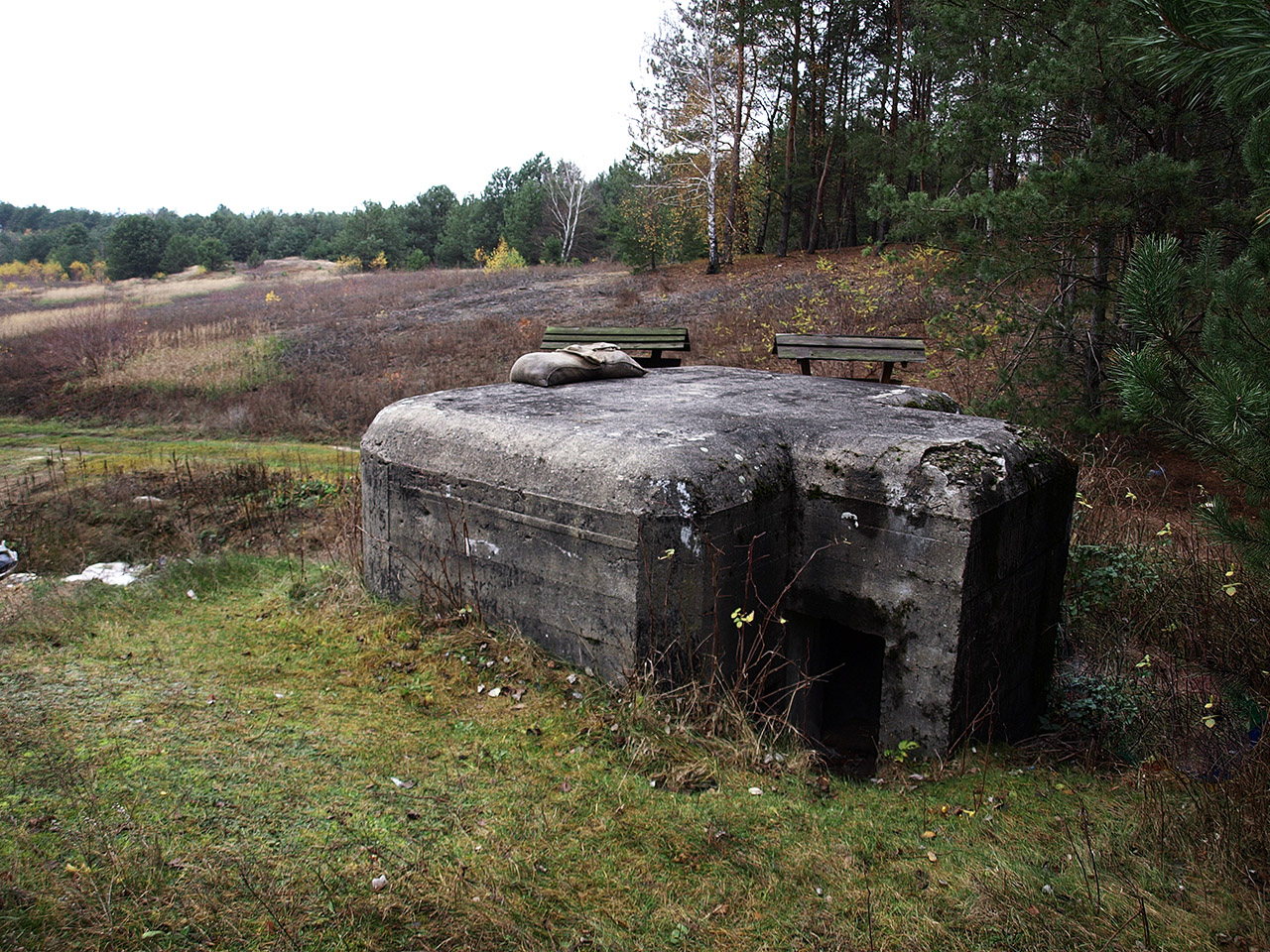
Żelbetonowy schron Przedmościa Koło, 2013

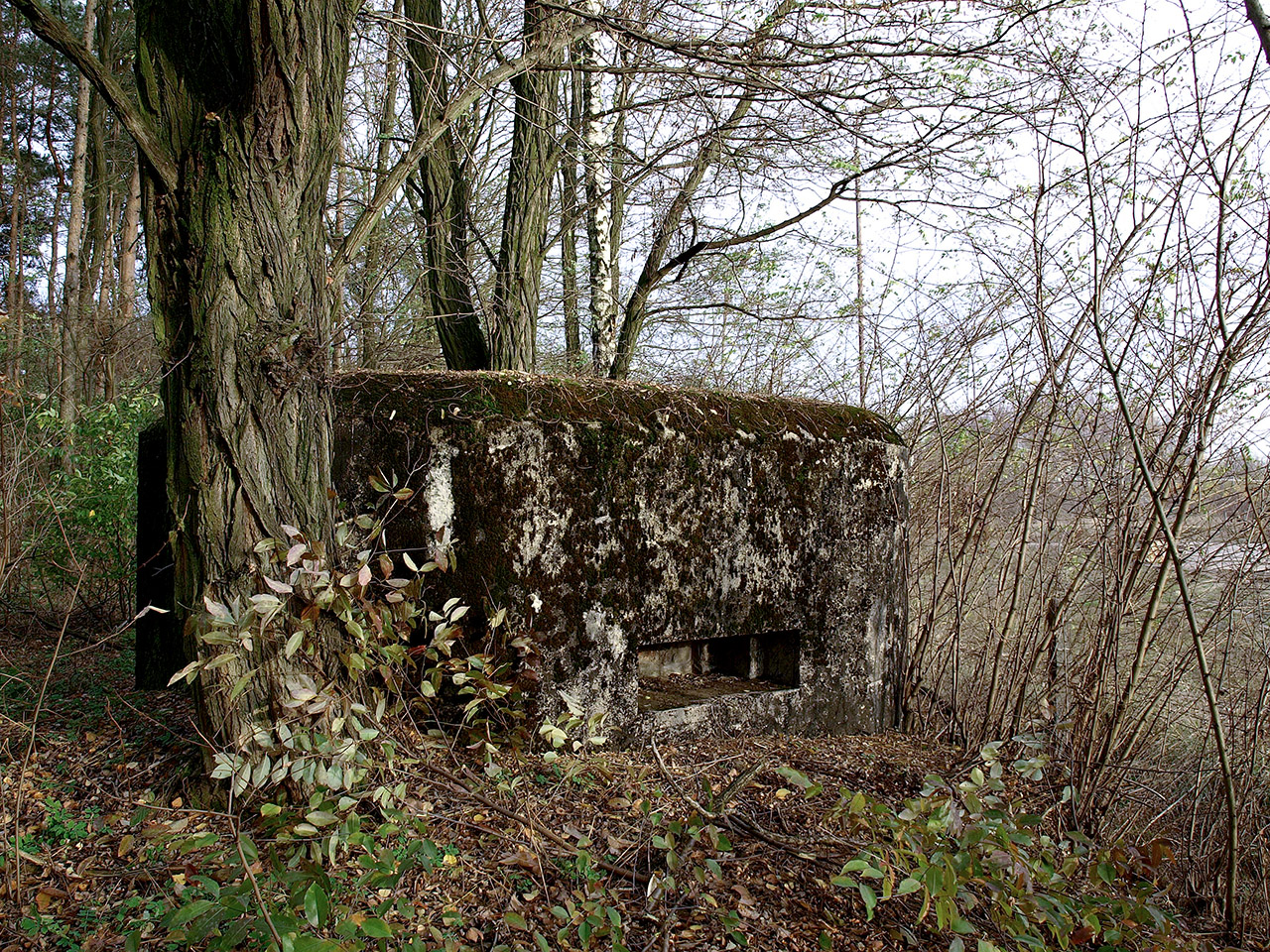
Przedmoście Koło, punkt oporu „Kamionka”, żelbetonowy schron (nr 8) do ognia czołowego, 2013

Przedmoście Koło – polskie przedmoście umocnione z większością prowizorycznych umocnień drewniano-ziemnych, wniesione w Wielkopolsce w lipcu i sierpniu 1939 roku, tuż przed wybuchem II wojny światowej.

## Historia
Przedmoście było budowane przez grupę robotniczą "Koło", grupę fortyfikacyjną nr 31 dowodzoną przez mjr. Adolfa (Adama) Otmar Kacina, a następnie przez mjr. st. spocz. Zygmunta Wernickiego oraz kombinowane kompanie z 68 i 70 pp, jedną kompanię z dyspozycji gen. Altera oraz 240 robotników. 17 i 25 Dywizja Piechoty, które obsadziły to przedmoście przed kampanią wrześniową, a opuściły je bez walki.
Przedmoście umocnione zaczęło być budowane na mocy rozkazów z 24 czerwca 1939 i 12 sierpnia 1939. Planowano zbudować 102 polowe schrony żelbetonowe, do wybuchu wojny zdołano wybudować 6 polowych schronów żelbetonowych, w trakcie budowy w różnych fazach budowy znajdowały się 22 polowe schrony betonowe. Dodatkowo w 25% wykonano przeszkody przeciwpancerne i założono 25% planowanych zasieków z drutu kolczastego. Linia obrony miała powstrzymać natarcie niemieckie, jednak działania wojenne ominęły Koło.  
Do czasów dzisiejszych wszystkie schrony się zachowały.